# هانسيل
شركة هانسيل المحدودة هي شركة عامة غير ربحية تعمل كوحدة المشتريات المركزية للحكومة الفنلندية . الهدف من عمليات الشركة هو تحقيق وفورات للحكومة الفنلندية من خلال طرح اتفاقيات إطارية للسلع والخدمات للمناقصة. تم تحديد مهام وأدوار هانسيل في قانون المشتريات العامة واستراتيجية المشتريات الحكومية. 
في عام 2015، أبرمت شركة هانسيل المحدودة اتفاقيات شراء حكومية بقيمة 697 يورو مليون (715 يورو) (مليون في عام 2014). يتكون عملاء شركة هانسيل المحدودة من الوزارات ومكاتبها التابعة والوكالات الحكومية الأخرى في فنلندا.
تشير المشتريات العامة التي تشارك فيها شركة هانسيل المحدودة إلى شراء السلع والخدمات وأعمال البناء المطلوبة من الموردين الخارجيين من قبل الدولة والبلديات والسلطات البلدية المشتركة والمؤسسات المملوكة للدولة ووحدات المشتريات الأخرى المحددة بموجب تشريعات المشتريات العامة.
الشركة هي منظمة متخصصة توظف 74 متخصصًا من مختلف المجالات وتؤكد على المسؤولية في عملياتها. تعمل شركة هانسيل المحدودة. تحت رعاية وزارة المالية الفنلندية.
يمكن العثور على منظمات مماثلة في معظم بلدان أوروبا الغربية، على سبيل المثال خدمة كراون التجارية في المملكة المتحدة، وشركة سكي - المشتريات الوطنية المحدودة. في الدنمارك وكونسيب في إيطاليا .

## روابط خارجية
- الموقع الرسمي لـ Hansel.fi
- تقرير هانسيل السنوي وتقرير الاستدامة لعام ٢٠١٥
- تقرير هانسيل السنوي وتقرير الاستدامة لعام ٢٠١٤
- تقرير هانسيل السنوي وتقرير الاستدامة لعام ٢٠١٣
- وزارة المالية: إجراءات المشتريات في الحكومة المركزية
- وزارة المالية: إصلاح تشريعات شركة هانسيل المحدودة